# Urrô (Arouca)
Urrô is een plaats (freguesia) in de Portugese gemeente Arouca en telt 1 206 inwoners (2001).